# 穗状垂花报春
穗状垂花报春（学名：[Primula spicata] 错误：{{Lang}}：文本有斜体标记（帮助））为报春花科报春花属下的一个种。

## 扩展阅读
- 維基物種上的相關：穗状垂花报春